# Cienfuegos, Kuba
Cienfuegos är en kommun och stad vid Kubas södra kust, huvudstad i provinsen Cienfuegos (provins). Den ligger omkring 250 km från Havanna och centralorten har 150 000 invånare. Staden kallas "La Perla del Sur" (Söderns pärla).

## Geografi
Nära entrén till Bahia de Cienfuegos (bahia betyder "bukt") ligger Castillo de Jagua (fullständigt namn Castillo de Nuestra Señora de los Angeles de Jagua), en fästning uppförd 1745 för att skydda mot karibiska pirater.
Cienfuegos, som har en av de största hamnarna i Kuba, är ett centrum för sockerhandeln, såväl som handeln med kaffe och tobak. Medan sockerrören är huvudgrödan, odlar lokala jordbrukare kaffe.
Centrala delarna har 6 byggnader från 1819-50, 327 byggnader från 1851-1900 och 1188 byggnader från 1900-talet. Det finns ingen annan plats i Karibien där det finns en sådant anmärkningvärt kluster av neoklassisk arkitektur.

### Demografi
2004, hade Cienfuegos kommun en befolkning på 163 824. Med en total area på 333 km², har kommunen en befolkningstäthet på 492 invånare per kvadratkilometer.

## Historia
Området kallades Cacicazgo de Jagua när spanjorerna kom hit, och var befolkad av ursprungsbefolkningen.
Bosättningen grundades av franska immigranter från Bordeaux och Louisiana, ledda av Don Louis D'Clouet, 22 april 1819. Dess ursprungliga namn var Fernardina de Jagua, till Ferdinand VII:s ära. Bosättningen blev en köping (spanska: Villa) 1829, och stad 1880. Staden fick sedan namnet Cienfuegos, efter namnet på öns dåvarande  generalkapten. 
Nära Cienfuegos, ligger platsen för Slaget vid Cienfuegos 1898, mellan spanska försvarare och de marinsoldater från USA som gick i land nära staden för att kapa spanska kommunikationsvägar.
Under den kubanska revolutionen skedde en uppresning i staden mot Fulgencio Batista med följden att staden bombades 5 september 1957.

## Ett världsarv
2005 sattes Cienfuegos historiska stadscentrum upp på världsarvslistan, med motiveringen att Cienfuegos är det bästa kvarvarande exemplet på 1800-talets tidiga "spanska upplysningstidens realiserande av stadsplanering.

## Orkanen Dennis 2005
I juli 2005, gjorde orkanen Dennis sitt andra landfall nära Cienfuegos omkring 1:00PM AST (17:00 UTC) med vindstyrka på 64 m/s, och vindbyar på uppemot 79 m/s.

## Sevärdheter

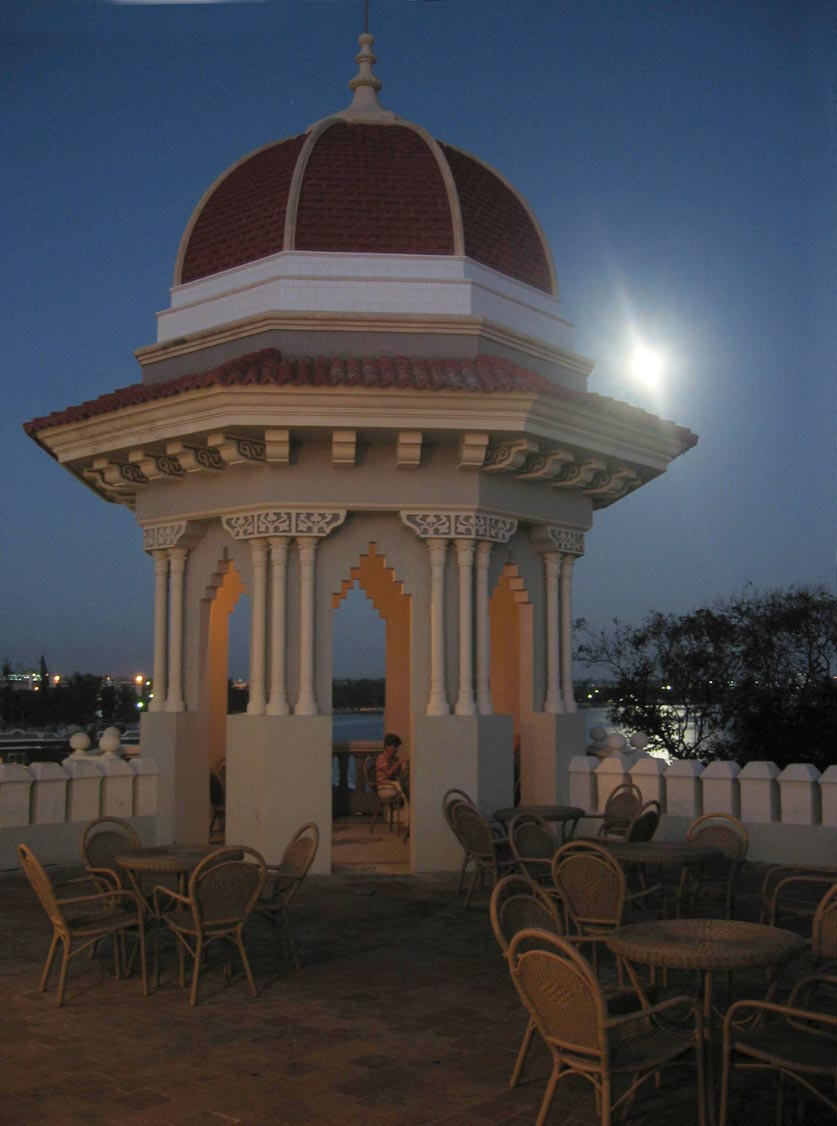
En av tornen på det månbelysta taket av Palacio de Valle

- Castillo de Nuestra Señora de los Ángeles de Jagua - fästning
- Arco de Triunfo - den enda triumfbågen på Kuba
- Cathedral de la Purisma Conception - katedral med konstfulla glasmålningar, uppförd 1833-1869.
- Delfinario - delfiner och sjölejon i en saltvattenslagun
- Jardín Botánico de Cienfuegos - 97 hektar stor botanisk trädgård
- Museo Provincial  - möbel- och porslinsmuseum
- Palacio de Valle - uppfört 1913-1917 i nygotisk stil
- Palmira Yorubá Pantheon - museum om religiös afro-katolsk synkretism
- Parque José Martí - park i Plaza de Armas
- Cienfuegos universitet "Carlos Rafael Rodríguez" (UCF) - provinsens näst största utbildningsinstitution

## Kända stadsbor
- Benny Moré, sångare.
- Cristóbal Torriente, basebollspelare.
- Gina Pellón, målare, lever i exil i Paris.
- Maria Conchita Alonso,  sångare som föddes här.
- Luis Posada Carriles, anti-Castroaktivist som föddes här.
- Joe Azcue, Major League Baseball-spelare i Cincinnati Reds, Kansas City Athletics, Cleveland Indians, Boston Red Sox, California Angels och Milwaukee Brewers.
- Richey Perez musiker som uppträder på olika scener i Cienfuegos
- Sarays Garcia Bernia simmerska med fjärilsim som specialitet

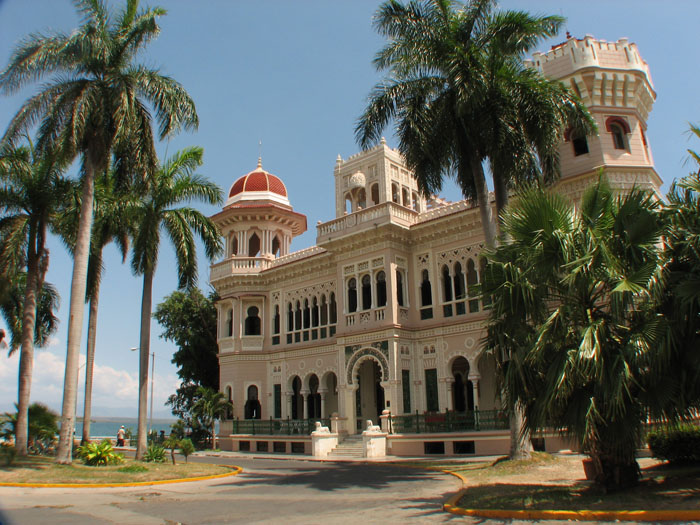
Palacio de Valle i Punta Gorda
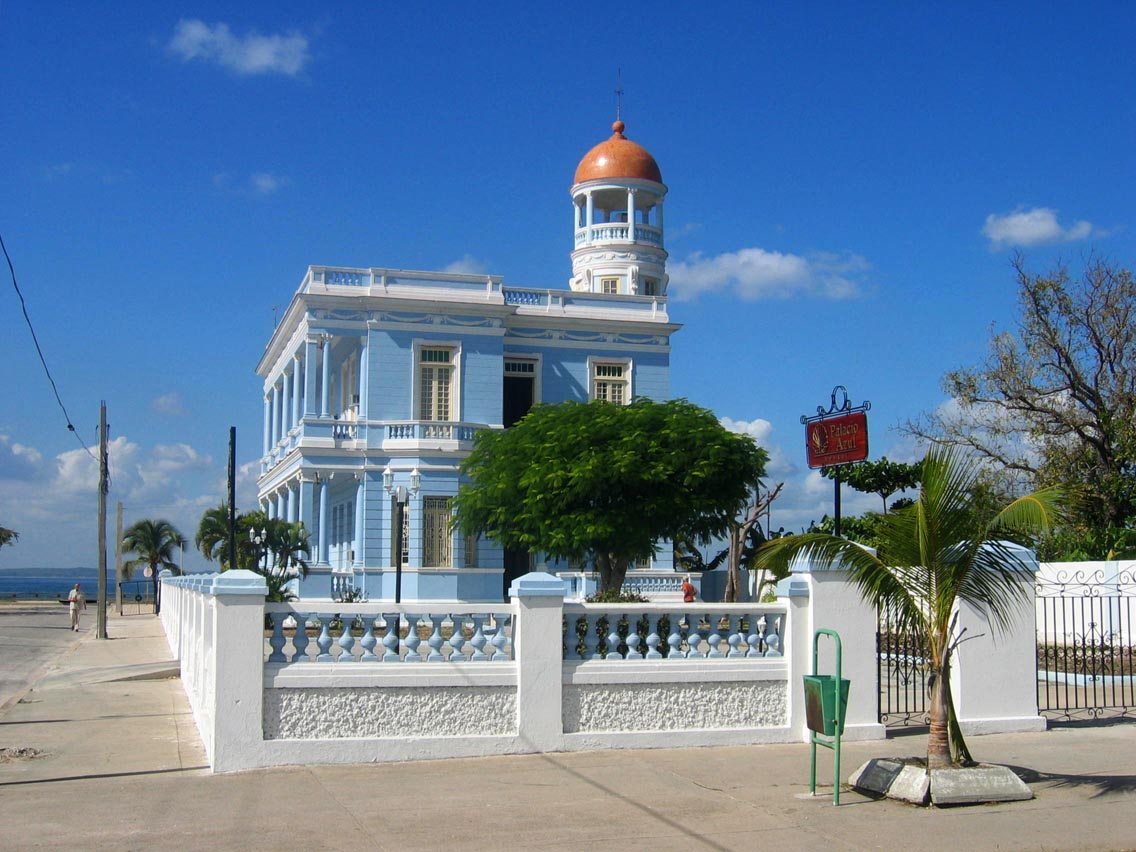
Palacio Azul
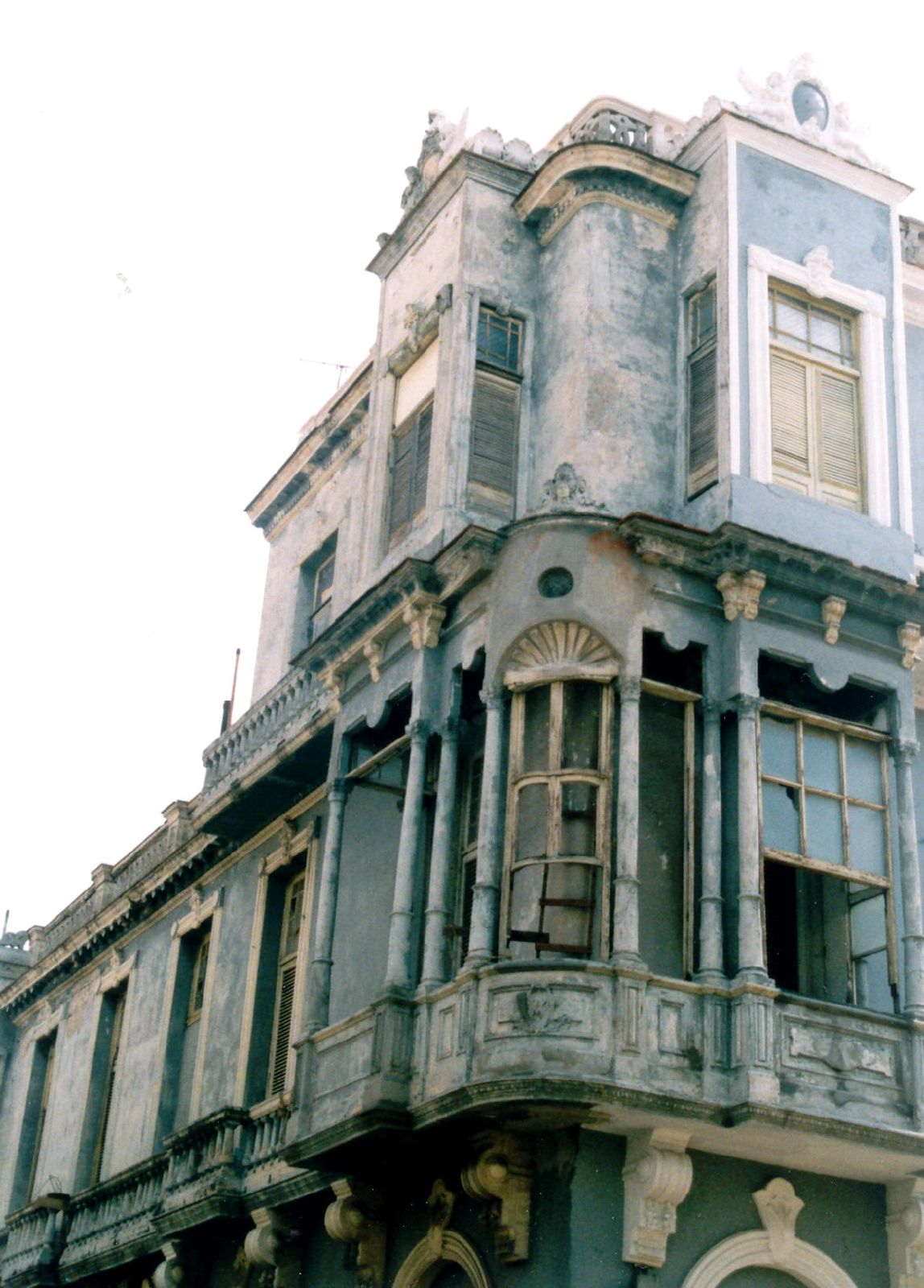
Närbild på hamnhus
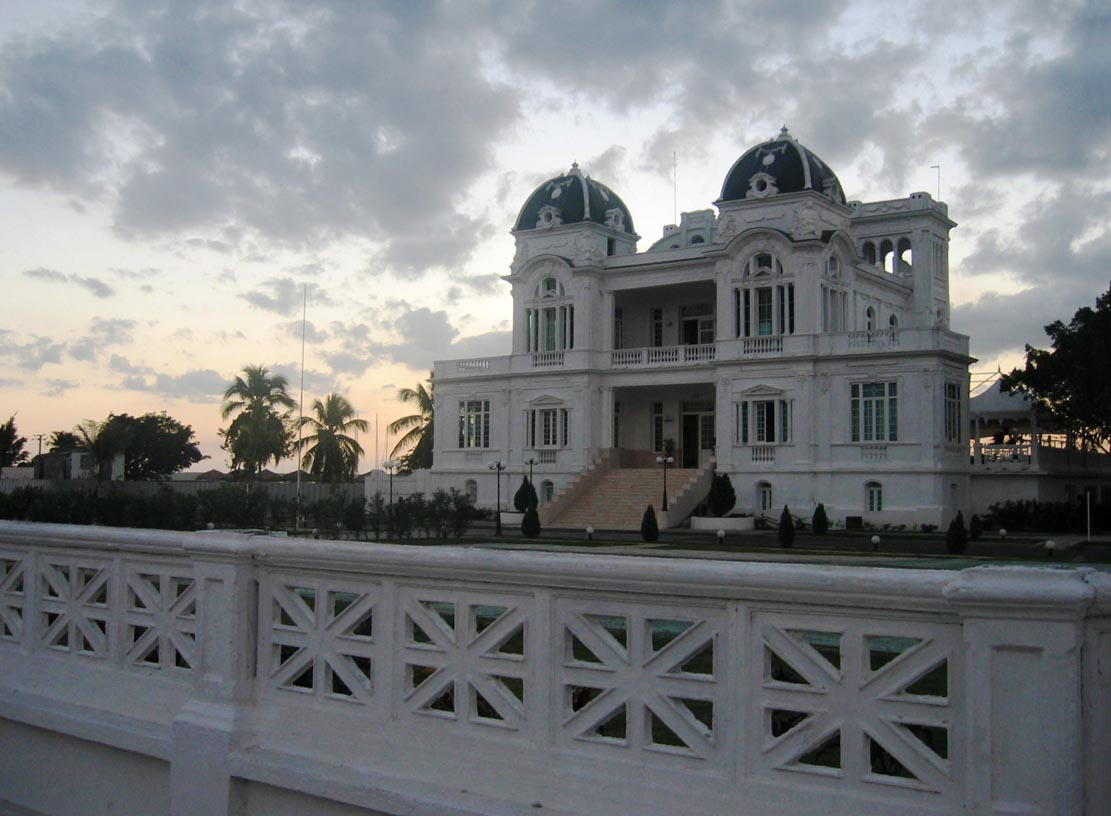
Yachtklubben i Cienfuegos